# Larinia bharatae
Larinia bharatae är en spindelart som beskrevs av Madan Mal Bhandari och Gajbe 200. Larinia bharatae ingår i släktet Larinia och familjen hjulspindlar. Inga underarter finns listade i Catalogue of Life.